# Wymysłów (Grabowa)
Wymysłów – przysiółek wsi Grabowa w Polsce położony w województwie mazowieckim, w powiecie przysuskim, w gminie Potworów.
W latach 1975–1998 przysiółek administracyjnie należał do województwa radomskiego.
Przez przysiółek przebiega droga wojewódzka nr 740.